# Similosodus flavicornis
Similosodus flavicornis är en skalbaggsart som beskrevs av Stefan von Breuning 1961. Similosodus flavicornis ingår i släktet Similosodus och familjen långhorningar. Inga underarter finns listade i Catalogue of Life.